# Campeonato Mundial de Atletismo Sub-20 de 2021 - Salto triplo masculino
A prova do salto triplo masculino do Campeonato Mundial de Atletismo Sub-20 de 2021 ocorreu no dia 22 de agosto de 2021 no Centro Esportivo Internacional Moi, em Nairóbi, no Quênia. 

## Recordes
Antes desta competição, os recordes mundiais e do campeonato nesta prova eram os seguintes:
|       | Nome             | Nacionalidade     | Distância | Local   | Data                |
| ----- | ---------------- | ----------------- | --------- | ------- | ------------------- |
| WU20R | Volker Mai       | Alemanha Oriental | 17.50 m   | Erfurt  | 23 de junho de 1985 |
| CR    | Jordan Díaz      | Cuba              | 17.15 m   | Tampere | 14 de julho de 2018 |
| WU20L | Sean Dixon-Bodie | Estados Unidos    | 16.61 m   | Eugene  | 11 de junho de 2021 |

## Medalhistas
| Ouro                   | Prata                | Bronze           |
| Gabriel Wallmark (SWE) | Jaydon Hibbert (JAM) | Simon Gore (FRA) |

## Cronograma
Todos os horários são locais (UTC+3).  
| Data         | Hora  | Evento |
| ------------ | ----- | ------ |
| 22 de agosto | 14:30 | Final  |

## Resultado final
A prova final foi realizada no dia 22 de agosto às 14:30. 
| Posição           | Atleta                  | Nacionalidade   | Tentativas | Tentativas | Tentativas | Tentativas | Tentativas | Tentativas | Marca | Notas           |
| Posição           | Atleta                  | Nacionalidade   | 1          | 2          | 3          | 4          | 5          | 6          | Marca | Notas           |
| ----------------- | ----------------------- | --------------- | ---------- | ---------- | ---------- | ---------- | ---------- | ---------- | ----- | --------------- |
| Medalha de ouro   | Gabriel Wallmark        | Suécia          | 15.91      | x          | 16.29      | 16.43      | –          | 16.05      | 16.43 | NU20R           |
| Medalha de prata  | Jaydon Hibbert          | Jamaica         | 15.68      | 16.05      | –          | x          | 14.74      | x          | 16.05 | Recorde pessoal |
| Medalha de bronze | Simon Gore              | França          | 15.55      | 15.85      | x          | x          | x          | 15.33      | 15.85 | Recorde pessoal |
| 4                 | Donald Makimairaj       | Índia           | 15.14      | 15.70      | x          | 15.39      | 15.82      | x          | 15.82 | Recorde pessoal |
| 5                 | Endiorass Kingley       | Áustria         | 14.34      | 14.99      | 15.63      | 15.63      | 15.75      | 15.17      | 15.75 |                 |
| 6                 | Grigoris Nikolaou       | Chipre          | 15.34      | 15.18      | x          | 15.20      | 15.74      | x          | 15.74 | Recorde pessoal |
| 7                 | N'Zebou Attoungbre      | Costa do Marfim | 14.94      | 15.71      | 15.36      | x          | 15.10      | 15.26      | 15.71 | Recorde pessoal |
| 8                 | Felipe Izidoro          | Brasil          | 15.69      | x          | 15.54      | x          | 15.38      | 15.57      | 15.69 |                 |
| 9                 | Graig Briquet           | França          | x          | 15.28      | x          |            |            |            | 15.28 |                 |
| 10                | Justine Kipkosgei Maiyo | Quênia          | x          | 14.95      | 15.13      |            |            |            | 15.13 |                 |
| 11                | Dimitar Tashev          | Bulgária        |            |            |            |            |            |            | DNS   |                 |

Legenda
| Recorde mundial       | Recorde mundial (World record)               |                       | Recorde africano                      | Recorde africano (African) |                                           | Q | Classificado por posição (Qualified) |
| Recorde do campeonato | Recorde do campeonato (Championship record)  | Recorde da América    | Recorde da América (Americas)         | q                          | Classificado por melhor tempo (Qualified) |   |                                      |
| Melhor marca do ano   | Melhor marca do ano (World leading)          | Recorde asiático      | Recorde asiático (Asian)              | DNS                        | Não largou (Did not start)                |   |                                      |
| Recorde nacional      | Recorde nacional (National record)           | Recorde europeu       | Recorde europeu (European)            | DNF                        | Não terminou (Did not finish)             |   |                                      |
| Recorde pessoal       | Recorde pessoal do atleta (Personal best)    | Recorde da Oceania    | Recorde da Oceania (Oceania)          | DSQ / DQ                   | Desclassificado (Disqualified)            |   |                                      |
| Recorde da temporada  | Recorde da temporada do atleta (Season best) | Recorde sul-americano | Recorde sul-americano (South America) | NM                         | Sem marca (No mark)                       |   |                                      |